# Филиберт фон Баден-Баден
Филиберт фон Баден-Баден (на немски: Philibert von Baden-Baden; * 22 януари 1536, Баден-Баден; † 3 октомври 1569, Монконтур, Франция) е маркграф на маркграфство Баден-Баден (1554 – 1569).

## Живот
Той е първият син на маркграф Бернхард III фон Баден-Баден (1474 – 1536) и графиня Франциска Люксембургска († 1566), дъщеря на граф Карл I Люксембургски. По-малкият му брат е Христоф, маркграф на Баден-Родемахерн (1556 – 1575).
Филиберт живее като млад повечето време в двора на бъдещия му тъст херцог Вилхелм IV Баварски в Мюнхен. През 1566 г. той служи в Унгария на император Максимилиан II против султан Сюлейман I.
През 1569 г. той се бие заедно с Шарл IX от Франция, зетът на император Максимилиан II, против хугенотите. Филиберт е убит на 3 октомври 1569 г. в битката при Монконтур против хугенотите. Децата му са взети от техния чичо Албрехт V Баварски в Мюнхен и възпитавани там.

## Фамилия
Филиберт (протестант) се жени на 17 януари 1557 г. за католичката Мехтхилд Баварска (* 14 юни 1532, † 2 ноември 1565), дъщеря на баварския херцог Вилхелм IV и принцеса Мария Якобея фон Баден, дъщеря на маркграф Филип I от Баден. Двамата имат децата:
- Якоба (1558 – 1597, убита), ∞ Йохан Вилхелм, херцог на Юлих-Клеве-Берг
- Филип II (1559 – 1588), маркграф на Баден-Баден
- Анна Мария (1562 – 1583), ∞ Вилхелм фон Розенберг (1535 – 1592)
- Мария Саломе (1563 – 1600), ∞ ландграф Георг IV Лудвиг фон Лойхтенберг (1563 – 1613)
- син (*/† 31 октомври 1565)